# Teesdaliopsis
Teesdaliopsis es un género de plantas fanerógamas de la familia Brassicaceae. Comprende cuatro especies.

## Especies seleccionadas
- Teesdaliopsis conferta (Lag.) Rothm.

- Datos: Q10379097
- Especies: Teesdaliopsis